# Колымский округ (Якутия)
Колымский округ — административная единица в составе Якутской области и Якутской АССР, существовавшая в 1775—1930 годах. Центр — город Среднеколымск.

## Административное деление
В 1896 году административное деление Колымского округа было следующим:
- 4 русских селения
- Колымский улус (10 наслегов. Центр — г. Среднеколымск)

В 1924 году в состав Колымского уезда входили:
- Колымский улус (8 наслегов)
- Эльгитский улус (5 наслегов)
- 8 с/с

## История
В 1775 году в составе Якутской провинции было образовано Среднеколымское комиссарство. В 1784 году Якутская провинция была преобразована в Якутскую область, а Среднеколымское комиссарство при этом упразднено. В 1803 году Среднеколымское комиссарство было восстановлено.
В 1822 году Среднеколымское комиссарство было преобразовано в Колымский округ. В 1920 году Колымский округ был преобразован в Колымский уезд, а в 1926 году уезд вновь стал округом. В 1930 году все округа Якутской АССР были упразднены.

## Население
По данным переписи 1897 года в округе проживало 7,9 тыс. чел. В том числе якуты — 43,3 %; чукчи — 19,7 %; русские — 17,9 %; тунгусы (эвенки и эвены) — 12,1 %; юкагиры — 6,7 %. В Среднеколымске проживало 538 чел.